# Ariadna masculina
Ariadna masculina is een spinnensoort uit de familie van de zesoogspinnen (Segestriidae).
De wetenschappelijke naam van de soort werd in 1928 gepubliceerd door Reginald Frederick Lawrence.